# Divize C 1978/1979
V soubojích 14. ročníku České divize C 1978/79 se utkalo 16 týmů dvoukolovým systémem podzim–jaro. Tento ročník začal v srpnu 1978 a skončil v červnu 1979.

## Nové týmy v sezoně 1978/79
Z 2. ligy – sk. A 1977/78 sestoupilo do Divize C mužstvo TJ VCHZ Pardubice. Z krajských přeborů ročníku 1977/78 postoupila vítězná mužstva TJ Transporta Chrudim z Východočeského krajského přeboru a SK Sparta Kutná Hora z Středočeského krajského přeboru. Také sem byla přeřazena mužstva TJ Slavoj Braník, TJ Admira Praha 8, TJ Slovan Varnsdorf a TJ Motorlet Praha z Divize B.

## Výsledná tabulka
| Poř. | Tým                           | Z  | V  | R  | P  | VG | OG | B  |
| ---- | ----------------------------- | -- | -- | -- | -- | -- | -- | -- |
| 1.   | TJ VCHZ Pardubice             | 30 | 22 | 3  | 5  | 54 | 16 | 47 |
| 2.   | VTJ Hradec Králové            | 30 | 14 | 8  | 8  | 41 | 26 | 36 |
| 3.   | TJ Sklostroj Turnov           | 30 | 13 | 8  | 9  | 44 | 29 | 34 |
| 4.   | TJ Slavoj Braník              | 30 | 12 | 9  | 9  | 41 | 31 | 33 |
| 5.   | SK Sparta Kutná Hora          | 30 | 13 | 7  | 10 | 61 | 52 | 33 |
| 6.   | TJ Kolora Semily              | 30 | 12 | 8  | 10 | 32 | 28 | 32 |
| 7.   | TJ Motorlet Praha             | 30 | 11 | 9  | 10 | 39 | 31 | 31 |
| 8.   | TJ Admira Praha 8             | 30 | 11 | 9  | 10 | 34 | 34 | 31 |
| 9.   | TJ Lokomotiva Pardubice       | 30 | 13 | 5  | 12 | 46 | 47 | 31 |
| 10.  | TJ Slovan Varnsdorf           | 30 | 8  | 10 | 12 | 29 | 38 | 26 |
| 11.  | TJ Transporta Chrudim         | 30 | 9  | 8  | 13 | 33 | 44 | 26 |
| 12.  | TJ Lokomotiva Trutnov         | 30 | 8  | 9  | 13 | 22 | 33 | 25 |
| 13.  | TJ Spartak Hradec Králové "B" | 30 | 10 | 5  | 15 | 29 | 42 | 25 |
| 14.  | VTJ Čáslav                    | 30 | 9  | 7  | 14 | 32 | 50 | 25 |
| 15.  | TJ Náchod                     | 30 | 8  | 8  | 14 | 44 | 44 | 24 |
| 16.  | TJ ZPA Praha Košíře           | 30 | 6  | 9  | 15 | 22 | 58 | 21 |

Poznámky:
- Z = Odehrané zápasy; V = Vítězství; R = Remízy; P = Prohry; VG = Vstřelené góly; OG = Obdržené góly; B = Body

|  | Postup do 2. ligy – sk. A 1979/80                |
|  | Sestup do příslušného oblastního přeboru 1979/80 |